# Óscar García
Óscar, właśc. Óscar García Junyent (ur. 26 kwietnia 1973 w Sabadell) – hiszpański trener i piłkarz grający na pozycji ofensywnego pomocnika. Jest starszym bratem Rogera Garcii, byłego zawodnika Barcelony, Espanyolu, Villarrealu i Ajaksu Amsterdam oraz Genísa Garcii, byłego gracza Barcelony B i CE Sabadell FC.

## Kariera klubowa
Karierę piłkarską Óscar rozpoczął w klubie FC Barcelona. W latach 1991–1994 grał w rezerwach tego klubu w Segunda División. Jeszcze w 1993 roku stał się też członkiem kadry pierwszego zespołu Barcelony. 8 maja 1993 zadebiutował w Primera División w wygranym 4:1 domowym spotkaniu z Cádizem. W 1992 roku zdobył z Barceloną Superpuchar Europy oraz Superpuchar Hiszpanii, a w 1993 i 1994 roku wywalczył mistrzostwo kraju.
W 1994 roku Óscar odszedł z Barcelony na wypożyczenie, do Albacete Balompié. W klubie tym swoje pierwsze spotkanie rozegrał 3 września 1994. Było to spotkanie z Celtą Vigo, w którym padł remis 1:1. W Albacete grał przez rok.
W 1995 roku Óscar wrócił do Barcelony i grał w niej w większej liczbie meczów, jak w latach 1993–1994. W 1997 roku zdobył z Barceloną Puchar Zdobywców Pucharów oraz Superpuchar Europy. W latach 1998–1999 dwukrotnie z rzędu zostawał mistrzem kraju, a w latach 1997 i 1998 zdobył Puchar Króla.
W 1999 roku Óscar został piłkarzem Valencii. Zadebiutował w niej 20 sierpnia 1999 w przegranym 1:2 domowym meczu z Racingiem Santander. Latem 1999 zdobył Superpuchar Hiszpanii. W Valencii grał przez sezon.
W 2000 roku Óscar został piłkarzem Espanyolu Barcelona. Swój debiut w Espanyolu zanotował 8 września 2000 w wygranym 2:1 wyjazdowym spotkaniu z Realem Saragossa. W 2004 roku odszedł z Espanyolu do drugoligowej Lleidy. W 2005 roku zakończył karierę.

## Kariera trenerska
Pod koniec 2009 dołączył do sztabu szkoleniowego Johana Cruijffa w reprezentacji Katalonii. 22 maja 2012 podpisał dwuletni kontrakt z Maccabi Tel Awiw. Opuścił klub rok później, po zdobyciu z nim mistrzostwa Izraela. W czerwcu 2013 został ogłoszony nowym trenerem angielskiego Brighton and Hove Albion. 12 maja 2014 Óscar złożył rezygnację ze stanowiska po przegranym półfinale play-off. W 2014 roku wrócił do Maccabi Tel Awiw, ale bardzo szybko został zwolniony z funkcji trenera tego klubu. W sierpniu 2014 roku został trenerem angielskiego Watfordu, ale został z niego zwolniony już po miesiącu. W 2015 roku został trenerem Red Bull Salzburg. W 2017 roku zdecydował się na odejście z klubu. W lipcu 2017 roku został trenerem francuskiego klubu AS Saint-Étienne. W listopadzie 2017 roku zrezygnował z tego stanowiska.
| Sezon   | Klub              | Kraj      | Rozgrywki        | Mecze | Bramki |
| ------- | ----------------- | --------- | ---------------- | ----- | ------ |
| 1991/92 | FC Barcelona B    | Hiszpania | Segunda División | 29    | 7      |
| 1992/93 | FC Barcelona      | Hiszpania | Primera División | 23    | 5      |
| 1992/93 | FC Barcelona B    | Hiszpania | Segunda División | 3     | 0      |
| 1993/94 | FC Barcelona      | Hiszpania | Primera División | 2     | 0      |
| 1993/94 | FC Barcelona B    | Hiszpania | Segunda División | 27    | 12     |
| 1994/95 | Albacete Balompié | Hiszpania | Primera División | 29    | 2      |
| 1995/96 | FC Barcelona      | Hiszpania | Primera División | 28    | 10     |
| 1996/97 | FC Barcelona      | Hiszpania | Primera División | 14    | 4      |
| 1997/98 | FC Barcelona      | Hiszpania | Primera División | 16    | 5      |
| 1998/99 | FC Barcelona      | Hiszpania | Primera División | 6     | 2      |
| 1999/00 | Valencia CF       | Hiszpania | Primera División | 20    | 4      |
| 2000/01 | RCD Espanyol      | Hiszpania | Primera División | 17    | 1      |
| 2001/02 | RCD Espanyol      | Hiszpania | Primera División | 11    | 1      |
| 2002/03 | RCD Espanyol      | Hiszpania | Primera División | 16    | 1      |
| 2003/04 | RCD Espanyol      | Hiszpania | Primera División | 7     | 1      |
| 2004/05 | UE Lleida         | Hiszpania | Segunda División | 23    | 3      |

## Kariera reprezentacyjna
Óscar w swojej karierze grał w młodzieżowych reprezentacjach kraju: reprezentacji U-16, U-18, U-19, U-20, U-21 i U-23. Z kadrą U-23 wystąpił na Igrzyskach Olimpijskich w Sydney. Natomiast z kadrą U-21 wywalczył w 1996 roku wicemistrzostwo Europy U-21.

## Sukcesy
- Puchar Zdobywców Pucharów (1)

Barcelona: 1996/1997
- Superpuchar Europy (2)

Barcelona: 1992, 1997
- Mistrzostwo Hiszpanii (3)

Barcelona: 1992/1993, 1993/1994, 1997/1998, 1998/1999
- Puchar Króla (2)

Barcelona: 1997, 1998
- Superpuchar Hiszpanii (3)

Barcelona: 1992, 1996, Valencia: 1999